# Eupithecia hilariata
Eupithecia hilariata is een vlinder uit de familie van de spanners (Geometridae). De wetenschappelijke naam van de soort is voor het eerst geldig gepubliceerd in 1908 door Dietze.
De soort komt voor in Centraal-Azië.